# Rossens (Friburgo)
Rossens (antiguamente en alemán Rossing) es una comuna suiza del cantón de Friburgo, situada en el distrito de Sarine. Limita al norte con la comuna de Corpataux-Magnedens, al noreste con Arconciel, al este con Treyvaux, al sur con Pont-la-Ville y Pont-en-Ogoz, y al oeste con Farvagny.

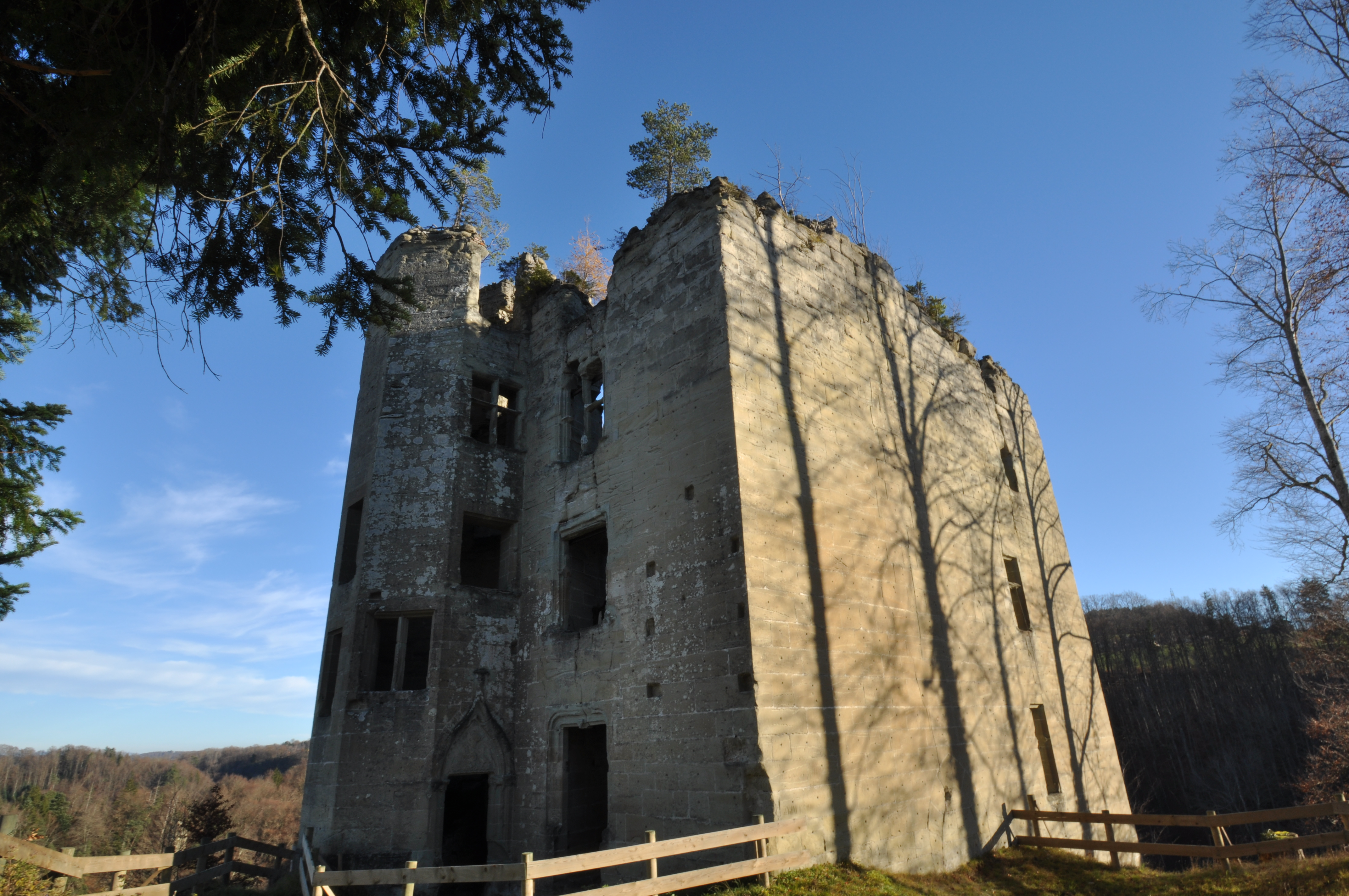
Castillo de Illez, Rossens.

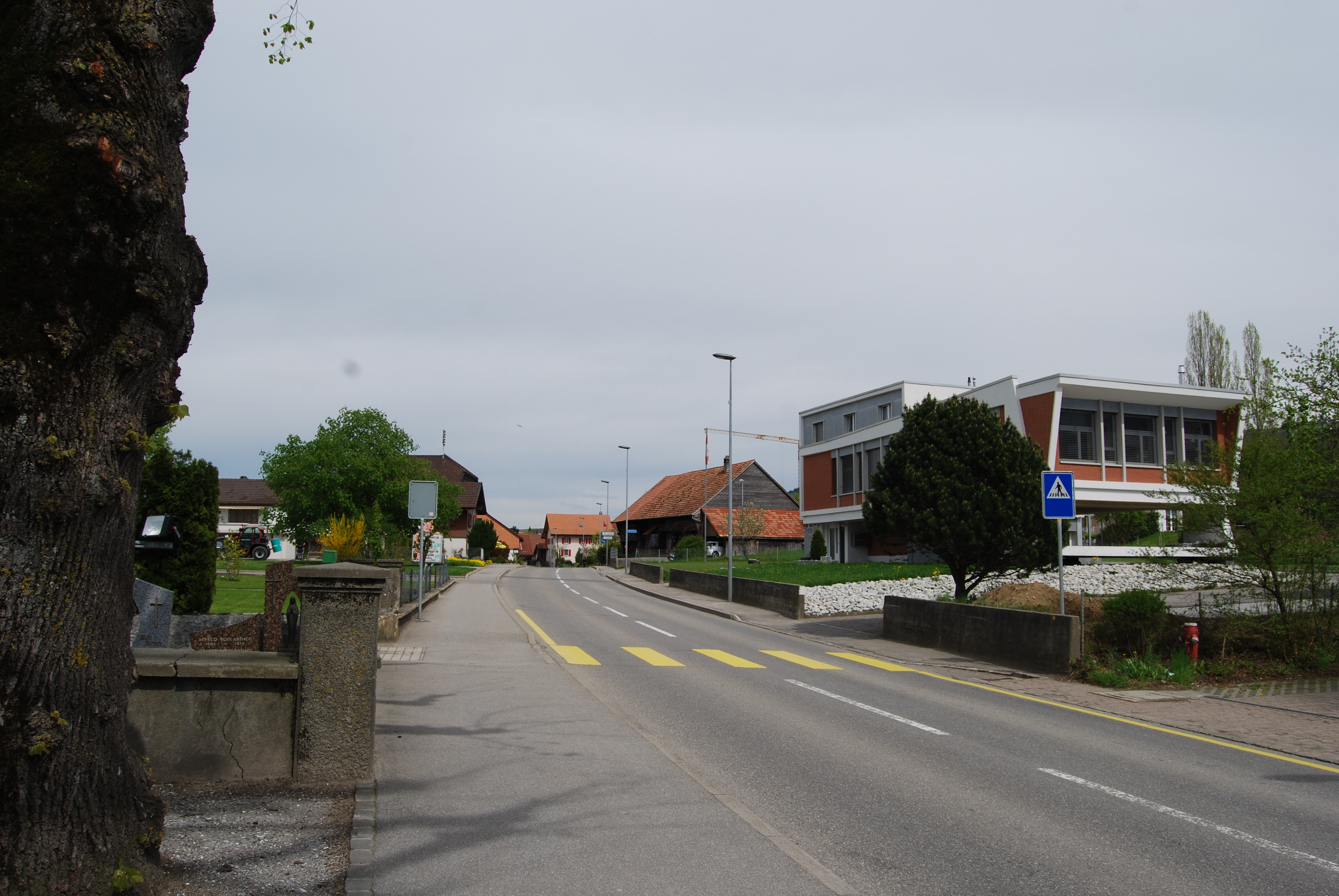
Rossens